# Victor (Montana)
Victor es un lugar designado por el censo ubicado en el condado de Ravalli en el estado estadounidense de Montana. En el Censo de 2010 tenía una población de 745 habitantes y una densidad poblacional de 643,5 personas por km².

## Geografía
Victor se encuentra ubicado en las coordenadas 46°24′58″N 114°8′57″O / 46.41611, -114.14917. Según la Oficina del Censo de los Estados Unidos, Victor tiene una superficie total de 1.16 km², de la cual 1.16 km² corresponden a tierra firme y (0%) 0 km² es agua.

## Demografía
Según el censo de 2010, había 745 personas residiendo en Victor. La densidad de población era de 643,5 hab./km². De los 745 habitantes, Victor estaba compuesto por el 94.23% blancos, el 0.4% eran afroamericanos, el 1.48% eran amerindios, el 0.27% eran asiáticos, el 0.13% eran isleños del Pacífico, el 0.27% eran de otras razas y el 3.22% pertenecían a dos o más razas. Del total de la población el 1.88% eran hispanos o latinos de cualquier raza.